# Children in Need
Children in Need (también promovido como Plant Mewn Angen en Gales) es la organización benéfica de la BBC. Desde 1980 ha recaudado más de mil millones de libras esterlinas para niños y jóvenes desfavorecidos en el Reino Unido y ayuda a otros necesitados.
Uno de los aspectos más destacados es un teletón anual, celebrado en noviembre y televisado por BBC One y BBC Two desde las 7:30 p. m. hasta las 2:30 a. m.. El oso Pudsey es la mascota del evento, mientras que Sir Terry Wogan fue su principal presentador durante 35 años. Siendo un importante evento anual en la televisión británica, Children in Need es uno de los tres teletones británicos de alto perfil. Es la única organización benéfica que pertenece a la BBC, los otros teletones son Red Nose Day y Sport Relief, ambos apoyando a Comic Relief. 
Tras el cierre temporal del BBC Television Centre, las transmisiones del teletón se llevan a cabo en el BBC Elstree Centre.

## Historia

### Campañas anteriores de la BBC
El primer llamamiento benéfico de transmisión de la BBC tuvo lugar en 1927, en forma de una transmisión de radio de cinco minutos el día de Navidad. Recaudó alrededor de £ 1,342, lo que equivale a alrededor de £ 69,950 según los estándares actuales (2019), y fue donado a cuatro organizaciones benéficas para niños. La primera apelación televisada tuvo lugar en 1955 y se llamó Campaña de navidad la Hora del Niño, con el títere de guante amarillo Oso Sooty y Harry Corbett al frente. Los llamamientos del día de Navidad continuaron en la televisión y la radio hasta 1979. Durante ese tiempo se recaudó un total de £ 625,836. Terry Wogan apareció por primera vez durante esta apelación de cinco minutos en 1978 y nuevamente en 1979. A veces se usaban personajes de dibujos animados como Peter Pan y Tom y Jerry . 

### Children in Need de la BBC

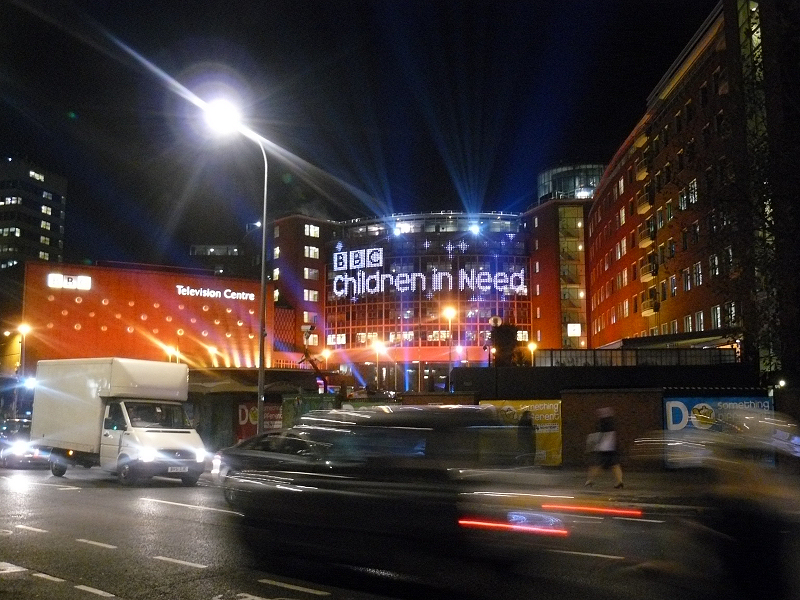
BBC Television Center en la noche del teletón 2008

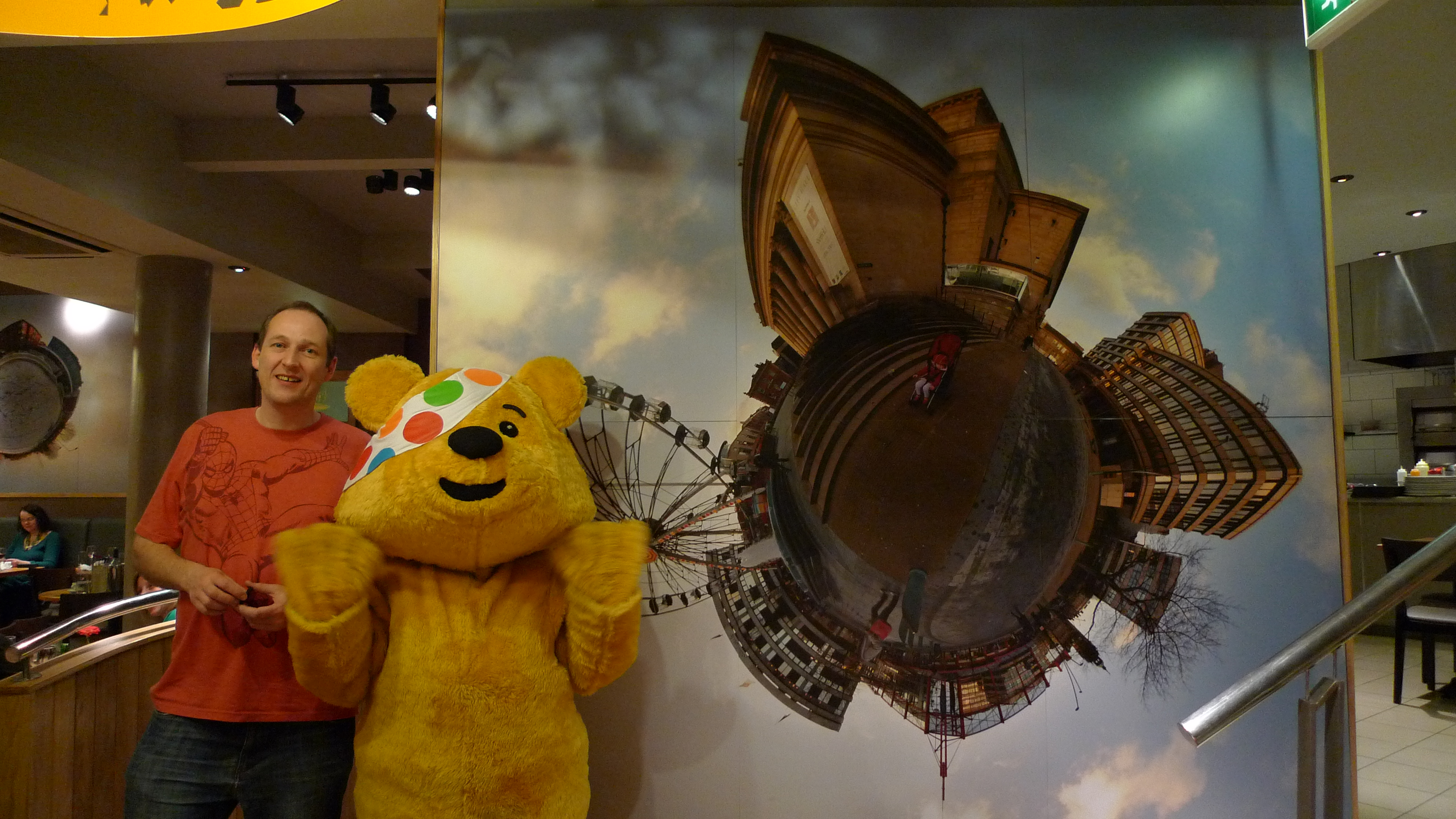
Oso Pudsey recaudando fondos para BBC Children in Need 2009

En 1980, se transmitió el primer teletón Children in Need. Fue una serie de segmentos cortos que vinculaban la programación de la noche en lugar de la continuidad habitual. Se dedicó a recaudar dinero destinado exclusivamente a organizaciones benéficas que trabajan con niños en el Reino Unido. El nuevo formato, presentado por Terry Wogan, Sue Lawley y Esther Rantzen, vio un aumento dramático en las donaciones públicas: £ 1   millones fueron recaudados ese año. El formato se desarrolló a lo largo de la década de 1980 hasta el punto en que los segmentos de teletón se hicieron más largos y la programación regular disminuyó, y finalmente se eliminó por completo desde 1984 a favor de un solo programa continuo. Este formato ha crecido en alcance para incorporar más eventos transmitidos por radio y en línea. Como presentador habitual, Wogan se asoció firmemente con el evento anual y continuó al frente hasta 2014. Esto se debió a que, al año siguiente, comenzó a luchar contra la mala salud de la que murió en 2016. 
En 1988, BBC Children in Need se convirtió en una organización benéfica registrada (número 802052) en Inglaterra y Gales, seguida de registro en Escocia (SC039557) en 2008.

## Premio de Sir Terry Wogan
Desde 2016, se ha otorgado un premio llamado Recaudación de fondos del año de Sir Terry Wogan a alguien que ha hecho todo lo posible para ayudar a recaudar dinero para Niños Necesitados. El premio fue creado por la familia de Terry y fue presentado por el hijo de Terry, Mark, en el teletón 2016 en memoria del difunto Sir Terry Wogan . Joanna Lumley se lo otorgó a Ellie y Abbie Holloway durante el teletón de 2017. 
| Año  | Ganador                |
| ---- | ---------------------- |
| 2016 | Lauchlan Muir          |
| 2017 | Ellie y Abbie Holloway |
| 2018 | Keeley Browse          |
| 2019 | Austin y Esther Atkins |

## Teletón

### Hechos
El teletón presenta actuaciones de muchos de los mejores cantantes y grupos, y muchas celebridades también aparecen en el programa de 6 1/2 horas de duración que realiza diversas actividades, como bocetos o números musicales. Las celebridades destacadas a menudo incluyen aquellas de programas en la red rival ITV, incluidas algunas que aparecen en los personajes y / o de los conjuntos de sus propios programas. Una actuación de los lectores de noticias de la BBC se convirtió en un evento anual. Las estrellas de los musicales recién inaugurados del West End interpretan regularmente un número de su espectáculo más tarde en la noche después de la "llamada al telón" en sus respectivos teatros con grandes bombas. 

### Transmisión
La BBC dedica toda la programación de la noche en su canal insignia BBC One al teletón Children in Need, con la excepción de 35 minutos a las 10 en punto, mientras que BBC News at Ten, Weather and Regional News se transmite, y la actividad continúa en BBC Two con programación especial, como Mastermind Children in Need, que es una forma de Celebrity Mastermind, con cuatro celebridades respondiendo preguntas sobre un tema elegido y sobre conocimientos generales. En los últimos años, antes del propio teletón, la BBC ha transmitido especiales de Children in Need que incluyen DIY SOS The Big Build, Bargain Hunt, The One Show, en los que los presentadores Matt Baker y Alex Jones hicieron un desafío de rickshaw y una versión de celebridad de Pointless en que Pudsey asiste a los anfitriones Alexander Armstrong y Richard Osman . 
A diferencia del otro cómic de caridad de la BBC, Comic Relief, Children in Need confía mucho en las regiones de la BBC para participar en la noche del teletón. Todas las regiones inglesas de la BBC tienen alrededor de 5 a 8 minutos por hora durante el teletón. Esto no interrumpe el cronograma de los elementos que se muestran en el Centro de Televisión de la BBC, ya que los presentadores generalmente se entregan a las regiones, lo que les da a los del estudio principal de la red un breve descanso. Sin embargo, BBC Scotland, BBC Wales e BBC Northern Ireland se salieron del programa de la red con muchas noticias y actividades locales de recaudación de fondos desde su área de transmisión. Por lo general, se transmitían a la transmisión de la red en varios momentos de la noche, y generalmente mostraban algunos elementos de la red más tarde que cuando las vieron las regiones inglesas. Esto fue para dar a las naciones de la BBC de Escocia, Gales e Irlanda del Norte un espacio mucho más grande que las regiones inglesas de la BBC porque las "naciones" comprenden una audiencia distinta de la BBC. Por lo general, la BBC de Escocia, Gales e Irlanda del Norte regresaron a la cobertura de la red desde aproximadamente la 1:00   Estoy en la noche de teletón. Para la apelación de 2010, esto cambió, con Irlanda del Norte, Escocia y Gales decidiendo no tener sus opciones habituales de exclusión y, en cambio, siguiendo el patrón de las regiones inglesas de tener actualizaciones cada hora. 

### Presentadores
- Sir Terry Wogan (1980–2014)
- Sue Lawley (1980–82)
- Esther Rantzen (1980–82)
- Gloria Hunniford (1983)
- Sue Cook (1984–95)
- Joanna Lumley (1984; 1988)
- Andi Peters (1992–94)
- Gaby Roslin (1995–2004)
- Fearne Cotton (2005–08; 2010–15)
- Natasha Kaplinsky (2005–06)
- Matt Allwright (2005)
- Chris Moyles (2006)
- Tess Daly (2008–present)
- Alesha Dixon (2008–09; 2011)
- Peter Andre (2009–10)
- Nick Grimshaw (2012–15)
- Zoe Ball (2013)
- Shane Richie (2013–15)
- Rochelle Humes (2015–present)
- Marvin Humes (2015–present)
- Dermot O'Leary (2015)
- Ade Adepitan (2016–present)
- Greg James (2016)
- Graham Norton (2016–present)
- Russell Kane (2016)
- Mel Giedroyc (2017–present)
- Matt Edmondson (2017)
- Rob Beckett (2018)
- Tom Allen (2019–present)

### Visión general
| Nro. | Fecha de transmisión    | Difusión total | Recaudación total | Presentador principal | Copresentadores                                                                    | Presentador externo | Espectadores (en millones) |
| ---- | ----------------------- | -------------- | ----------------- | --------------------- | ---------------------------------------------------------------------------------- | ------------------- | -------------------------- |
| 1    | 21 de noviembre de 1980 | £1,000,000     | £1,000,587        | Sir Terry Wogan       | Sue Lawley Esther Rantzen                                                          |                     |                            |
| 2    | 20 de noviembre de 1981 |                |                   | Sir Terry Wogan       | Sue Lawley Esther Rantzen                                                          |                     |                            |
| 3    | 26 de noviembre de 1982 |                | £1,022,300        | Sir Terry Wogan       | Sue Lawley Esther Rantzen                                                          |                     |                            |
| 4    | 25 de noviembre de 1983 |                | £1,158,737        | Sir Terry Wogan       | Gloria Hunniford                                                                   |                     |                            |
| 5    | 23 de noviembre de 1984 |                | £2,264,398        | Sir Terry Wogan       | Sue Cook Joanna Lumley                                                             |                     |                            |
| 6    | 22 de noviembre de 1985 |                | £4,476,780        | Sir Terry Wogan       | Sue Cook                                                                           |                     |                            |
| 7    | 21 de noviembre de 1986 | £5,264,665     | £8,687,607        | Sir Terry Wogan       | Sue Cook                                                                           |                     |                            |
| 8    | 27 de noviembre de 1987 |                | £13,916,326       | Sir Terry Wogan       | Sue Cook                                                                           |                     |                            |
| 9    | 18 de noviembre de 1988 | £12,950,000    | £21,671,931       | Sir Terry Wogan       | Sue Cook Joanna Lumley                                                             |                     |                            |
| 10   | 17 de noviembre de 1989 | £17,213,664    | £21,600,000       | Sir Terry Wogan       | Sue Cook                                                                           |                     |                            |
| 11   | 23 de noviembre de 1990 |                |                   | Sir Terry Wogan       | Sue Cook                                                                           |                     |                            |
| 12   | 22 de noviembre de 1991 | £17,182,724    |                   | Sir Terry Wogan       | Sue Cook                                                                           |                     |                            |
| 13   | 20 de noviembre de 1992 | £11,549,490    | £16,700,000       | Sir Terry Wogan       | Sue Cook Andi Peters                                                               |                     |                            |
| 14   | 26 de noviembre de 1993 | £12,386,866    | £17,300,000       | Sir Terry Wogan       | Sue Cook Andi Peters                                                               |                     |                            |
| 15   | 25 de noviembre de 1994 | £12,012,524    |                   | Sir Terry Wogan       | Sue Cook Andi Peters                                                               |                     |                            |
| 16   | 24 de noviembre de 1995 | £11,843,308    |                   | Sir Terry Wogan       | Sue Cook Gaby Roslin                                                               |                     |                            |
| 17   | 22 de noviembre de 1996 | £11,847,168    | £18,700,000       | Sir Terry Wogan       | Gaby Roslin                                                                        |                     |                            |
| 18   | 21 de noviembre de 1997 | £12,034,235    | £20,900,000       | Sir Terry Wogan       | Gaby Roslin                                                                        |                     |                            |
| 19   | 20 de noviembre de 1998 | £11,380,888    | £17,900,000       | Sir Terry Wogan       | Gaby Roslin                                                                        |                     |                            |
| 20   | 26 de noviembre de 1999 | £11,639,053    | £16,700,000       | Sir Terry Wogan       | Gaby Roslin                                                                        |                     | 6.61                       |
| 21   | 17 de noviembre de 2000 | £12,244,764    | £20,000,000       | Sir Terry Wogan       | Gaby Roslin                                                                        |                     | 6.8                        |
| 22   | 16 de noviembre de 2001 | £12,895,853    | £25,900,000       | Sir Terry Wogan       | Gaby Roslin                                                                        |                     | 7.12                       |
| 23   | 15 de noviembre de 2002 | £13,501,375    | £26,200,000       | Sir Terry Wogan       | Gaby Roslin                                                                        |                     | 7.56                       |
| 24   | 21 de noviembre de 2003 | £15,305,212    | £31,400,000       | Sir Terry Wogan       | Gaby Roslin                                                                        |                     | 10.49                      |
| 25   | 19 de noviembre de 2004 | £17,156,175    | £34,200,000       | Sir Terry Wogan       | Gaby Roslin                                                                        |                     | 8.48                       |
| 26   | 18 de noviembre de 2005 | £17,235,256    | £33,200,000       | Sir Terry Wogan       | Fearne Cotton Natasha Kaplinsky                                                    | Matt Allwright      | 9.07                       |
| 27   | 17 de noviembre de 2006 | £18,300,392    | £33,600,000       | Sir Terry Wogan       | Fearne Cotton Natasha Kaplinsky                                                    | Chris Moyles        | 7.72                       |
| 28   | 16 de noviembre de 2007 | £19,089,771    | £37,500,000       | Sir Terry Wogan       | Fearne Cotton                                                                      |                     | 9.56                       |
| 29   | 14 de noviembre de 2008 | £20,991,216    | £38,500,000       | Sir Terry Wogan       | Fearne Cotton Tess Daly                                                            | Alesha Dixon        | 9.83                       |
| 30   | 20 de noviembre de 2009 | £20,309,747    | £40,200,000       | Sir Terry Wogan       | Tess Daly Alesha Dixon                                                             | Peter Andre         | 10.08                      |
| 31   | 19 de noviembre de 2010 | £18,098,199    | £36,600,000       | Sir Terry Wogan       | Fearne Cotton Tess Daly                                                            | Peter Andre         | 9.36                       |
| 32   | 18 de noviembre de 2011 | £26,332,334    | £46,100,000       | Sir Terry Wogan       | Fearne Cotton Tess Daly Alesha Dixon                                               |                     | 10.01                      |
| 33   | 16 de noviembre de 2012 | £26,757,446    | £43,300,000       | Sir Terry Wogan       | Fearne Cotton Tess Daly Nick Grimshaw                                              |                     | 8.22                       |
| 34   | 15 de noviembre de 2013 | £31,124,896    | £49,600,000       | Sir Terry Wogan       | Fearne Cotton Tess Daly Nick Grimshaw Zoë Ball                                     | Shane Richie        | 9.99                       |
| 35   | 14 de noviembre de 2014 | £32,620,469    | £49,100,000       | Sir Terry Wogan       | Fearne Cotton Tess Daly Nick Grimshaw Rochelle Humes                               | Shane Richie        | 8.54                       |
| 36   | 13 de noviembre de 2015 | £37,100,687    | £55,000,000       | Dermot O'Leary        | Fearne Cotton Tess Daly Nick Grimshaw Rochelle Humes                               | Shane Richie        | 7.95                       |
| 37   | 18 de noviembre de 2016 | £46,624,259    | £60,000,000       | Tess Daly             | Rochelle Humes Greg James Graham Norton Ade Adepitan Marvin Humes Russell Kane     |                     | 6.60                       |
| 38   | 17 de noviembre de 2017 | £50,168,562    | £60,750,000       | Tess Daly             | Rochelle Humes Graham Norton Ade Adepitan Marvin Humes Mel Giedroyc Matt Edmondson |                     | 7.12                       |
| 39   | 16 de noviembre de 2018 | £50,595,053    | £58,000,000       | Tess Daly             | Graham Norton Mel Giedroyc Rochelle Humes Marvin Humes Ade Adepitan Rob Beckett    |                     | 6.2                        |
| 40   | 15 de noviembre de 2019 | £47,886,382    |                   | Tess Daly             | Graham Norton Mel Giedroyc Rochelle Humes Marvin Humes Ade Adepitan Tom Allen      |                     |                            |

### Children in Need Rocks
| Año  | Fecha                      | Fecha de transmisión    | Ubicación          | Organizado por | Presentadores                              | Espectadores (en millones) |
| ---- | -------------------------- | ----------------------- | ------------------ | -------------- | ------------------------------------------ | -------------------------- |
| 2009 | 12 de noviembre de 2009    | 19 de noviembre de 2009 | Royal Albert Hall  | Gary Barlow    | Chris Moyles Fearne Cotton Sir Terry Wogan | 6.50                       |
| 2011 | 17 de noviembre de 2011    | 17 de noviembre de 2011 | Manchester Arena   | Gary Barlow    | Chris Moyles Fearne Cotton David Tennant   | 4.50                       |
| 2013 | 12-13 de noviembre de 2013 | 14 de noviembre de 2013 | Hammersmith Apollo | Gary Barlow    | Fearne Cotton Chris Evans                  | 4.41                       |
| 2015 | 8 de octubre de 2015       | 12 de noviembre de 2015 | Wembley Arena      | Tom Jones      | Tom Jones Rob Brydon                       | Por confirmar              |
| 2016 | 1 de noviembre de 2016     | 14 de noviembre de 2016 | Royal Albert Hall  | BBC Studios    | Fearne Cotton Greg James                   | Por confirmar              |
| 2017 | 19 de octubre de 2017      | 13 de noviembre de 2017 | Wembley Arena      | BBC Studios    | Fearne Cotton Sara Cox Roman Kemp          | Por confirmar              |
| 2018 | 7 de noviembre de 2018     | 15 de noviembre de 2018 | Wembley Arena      | BBC Studios    | Fearne Cotton Clara Amfo                   | Por confirmar              |

## Oso Pudsey
La mascota que encabeza la apelación de Niños Necesitados se llama Pudsey Bear. Fue creado y nombrado en 1985 por la diseñadora gráfica de la BBC Joanna Lane, que trabajó en el departamento de diseño de la BBC. Cuando se le pidió que renovara el logotipo, con un informe para mejorar la imagen de la organización benéfica, Lane dijo: "Fue como un momento de bombilla para mí. Estábamos intercambiando ideas entre sí y me aferré a esta idea de un oso de peluche". Inmediatamente me di cuenta de que había un gran potencial para una mascota más allá del logotipo 2D ". El oso lleva el nombre de su ciudad natal de Pudsey, West Yorkshire, donde su abuelo era alcalde.  Una reproducción de la mascota del oso (hecha de vegetación) se encuentra en el parque Pudsey, cerca del centro de la ciudad. Originalmente presentado para la apelación de 1985, Pudsey Bear fue creado como un logotipo de forma triangular, que representa un oso de peluche amarillo-naranja con un pañuelo rojo atado sobre un ojo. El pañuelo tenía un patrón de pequeños triángulos negros. La boca del oso representaba una expresión triste. Las letras "BBC" aparecieron como 3 botones negros circulares que corren verticalmente por el frente del oso, una letra mayúscula en cada uno, en blanco. Perpendicular a los botones, las palabras "niños necesitados" aparecieron en minúsculas a lo largo de la base del contorno triangular. La accesibilidad para los lectores jóvenes y las personas con discapacidades, incluidos los desafíos del habla y la lectura, fueron factores que sopesó la diseñadora Joanna Ball, específicamente el sonido "P" en el nombre "Pudsey" y la elección de todas las letras sans serif en minúsculas para el logotipo.
El diseño original se adaptó para diversas aplicaciones para su uso en el atractivo de 1985, tanto en gráficos 2D como en objetos tridimensionales. Los artículos que usaron el diseño original de 1985 incluyeron una secuencia de título de apertura filmada, usando animación de celdas de dibujos animados, un sello postal y un prototipo de juguete suave, comisionado por un fabricante de utilería de cine y TV (cita). El prototipo de peluche original era de color naranja y reflejaba el diseño del logotipo, que luego fue adaptado para aproximadamente 12 osos idénticos, uno para cada estudio de televisión regional de la BBC. Estos osos fueron numerados y etiquetados con el logotipo oficial y subastados como parte de la apelación. El número 1 Pudsey Bear fue asignado a la región de Leeds. Joanna Lumley apareció con uno de los peluches durante la apertura de Blackpool Illuminations y nombró a Pudsey Bear la mascota oficial de la apelación de BBC Children in Need. 
En 1986, el logotipo fue rediseñado. Mientras se conserva el concepto de un oso de peluche con un pañuelo sobre un ojo, se cambiaron todos los demás elementos. Específicamente, se abandonaron los elementos triangulares del diseño subyacente, así como se cambió el esquema de color de identidad corporativa. El nuevo diseño del pañuelo era blanco con manchas rojas, se quitó uno de los botones y el logotipo ahora apareció como bloques de construcción, que deletreaba "BBC CHILDREN IN NEED" en mayúsculas. Pudsey ahora tiene una expresión sonriente en su rostro en lugar de una triste como el logotipo anterior. 
En 2007, Pudsey y el logotipo fueron rediseñados nuevamente. Esta vez, el pañuelo de Pudsey tenía manchas multicolores y se quitaron todos los botones. En 2009, a Pudsey se le unió otro oso, una hembra marrón llamada "Blush". Ella tiene un lazo manchado con el patrón similar al patrón de pañuelo de Pudsey. En 2013, Moshi Monsters presentó a Pudsey como un elemento del juego para 100 Rox. 
La campaña Children in Need 2015 del 13 de noviembre de 2015 marcó el trigésimo cumpleaños de Pudsey Bear, quien ha sido la mascota de la organización benéfica desde 1985. 

## Sencillos oficiales
| Year | Artist(s)                                                         | Song(s)                                    | UK Singles Chart |
| ---- | ----------------------------------------------------------------- | ------------------------------------------ | ---------------- |
| 1985 | Clannad                                                           | "Almost Seems (Too Late to Turn)"          | 80               |
| 1986 | The County Line                                                   | "Heroes"                                   | DNC              |
| 1986 | Ray Moore                                                         | "O' My Father Had A Rabbit"                | 24               |
| 1987 | Ray Moore                                                         | "Bog Eyed Jog"                             | 61               |
| 1988 | Spirit of Play with Paul McCartney                                | "Children in Need"                         | 72               |
| 1989 | BBC Children in Need Choir                                        | "If You Want To Help"                      | 78               |
| 1989 | Bruno Brookes and Liz Kershaw featuring Jive Bunny and Londonbeat | "It Takes Two"                             | 53               |
| 1990 | Bruno and Liz and the Radio 1 DJ Possee                           | "Let's Dance"                              | 54               |
| 1995 | Patsy Palmer and Sid Owen                                         | "You Better Believe It (Children in Need)" | 60               |
| 1996 | Red Hill Children                                                 | "When Children Rule The World"             | 40               |
| 1997 | Lou Reed and Various Artists                                      | "Perfect Day"                              | 1                |
| 1998 | Denise van Outen and Johnny Vaughan featuring Steps               | "Especially for You"                       | 3                |
| 1999 | Martine McCutcheon                                                | "Love Me"                                  | 6                |
| 2000 | S Club 7                                                          | "Never Had a Dream Come True"              | 1                |
| 2001 | S Club 7                                                          | "Have You Ever"                            | 1                |
| 2002 | Will Young                                                        | "Don't Let Me Down" / "You and I"          | 2                |
| 2003 | Shane Richie                                                      | "I'm Your Man"                             | 2                |
| 2004 | Girls Aloud                                                       | "I'll Stand by You"                        | 1                |
| 2005 | Liberty X                                                         | "A Night to Remember"                      | 6                |
| 2006 | Emma Bunton                                                       | "Downtown"                                 | 3                |
| 2007 | Spice Girls                                                       | "Headlines (Friendship Never Ends)"        | 11               |
| 2008 | McFly                                                             | "Do Ya/Stay with Me"                       | 18               |
| 2009 | Peter Kay's Animated All Star Band                                | "The Official BBC Children in Need Medley" | 1                |
| 2010 | JLS                                                               | "Love You More"                            | 1                |
| 2011 | The Collective                                                    | "Teardrop"                                 | 24               |
| 2012 | Girls Aloud                                                       | "Something New"                            | 2                |
| 2013 | Ellie Goulding                                                    | "How Long Will I Love You"                 | 3                |
| 2014 | Gareth Malone's All Star Choir                                    | "Wake Me Up"                               | 1                |
| 2015 | Jess Glynne                                                       | "Take Me Home"                             | 6                |
| 2016 | Craig David                                                       | "All We Needed"                            | 42               |
| 2017 | Katie Melua                                                       | "Fields of Gold"                           | 29               |
| 2018 | Jamie Cullum                                                      | "Love Is In The Picture"                   | DNC              |
| 2019 | Jodie Whittaker                                                   | "Yellow"                                   | DNC              |
| 2020 | BBC Radio 2's Allstars                                            | "Stop Crying Your Heart Out"               | 7                |
| 2021 | Niall Horan and Anne-Marie                                        | "Everywhere"                               | 23               |

^1  The Collective incluye a Gary Barlow, Tulisa Contostavlos, Wretch 32, Ed Sheeran, Ms. Dynamite, Chipmunk, Mz Bratt, Dot Rotten, Labrinth, Rizzle Kicks y Tinchy Stryder.
^2  All Star Choir incluye a Linda Robson, Jo Brand, Mel Giedroyc, Larry Lamb, Craig Revel Horwood, Alison Steadman, Alice Levine, John Craven, Fabrice Muamba, Margaret Alphonsi, Radzi Chinyanganya y Nitin Ganatra.

## Crítica
En noviembre de 2006, Intelligent Giving publicó un artículo sobre Children in Need, que atrajo gran atención en los medios británicos. El artículo, titulado "Cuatro cosas mal con Pudsey", describió las donaciones a Children in Need como una "forma perezosa e ineficiente de dar" y señaló que, como una organización benéfica que otorga subvenciones, Children in Need usaría donaciones para pagar dos juegos de costos administrativos. También describió la calidad de algunos de sus informes públicos como "shambolic".
En 2007, se informó que el presentador Terry Wogan había estado recibiendo un honorario anual desde 1980 (que ascendió a £ 9,065 en 2005). Esto lo convirtió en la única celebridad que pagó por su participación en Children in Need. Según el relato de Wogan, que "lo haría felizmente por nada" y que "nunca había pedido una tarifa". La BBC declaró que la cantidad, que se pagó con recursos de la BBC en lugar del fondo de caridad Children in Need, "nunca se negoció", sino que aumentó en línea con la inflación. Dos días antes del evento de 2007, Wogan renunció a su tarifa.
Ha habido preocupación sobre el tipo de grupos que reciben fondos de Children in Need. Escribiendo en The Spectator, Ross Clark señaló que la financiación se destina a grupos controvertidos como Women in Prison, que hace campaña contra el encarcelamiento de mujeres delincuentes. Otra organización benéfica destacada fue el Centro Legal para Niños, que proporcionó fondos para que Shabina Begum demandara a su escuela porque quería usar el jilbāb . Clark consideró si los donantes que ven a las víctimas de cáncer en la pantalla apreciarían "que una porción de su donación iría a los bolsillos de Cherie Blair para ayudar a una adolescente a demandar a su escuela por su negativa a usar un uniforme escolar ".
Un exgobernador de la BBC reveló que Jimmy Savile se mantuvo alejado de Children In Need en los últimos años, aunque estuvo en el programa en años anteriores. Sir Roger Jones, quien también fue presidente de la organización benéfica, dice que tenía sospechas sobre Jimmy Savile hace una década antes de que las noticias del escándalo de abuso sexual de Jimmy Savile salieran a la luz pública en 2012. Sus comentarios llegaron el día en que comenzó una investigación sobre si las políticas de protección y denuncia de irregularidades de la British Broadcasting Corporation son aceptables.